# John Timothy McNicholas

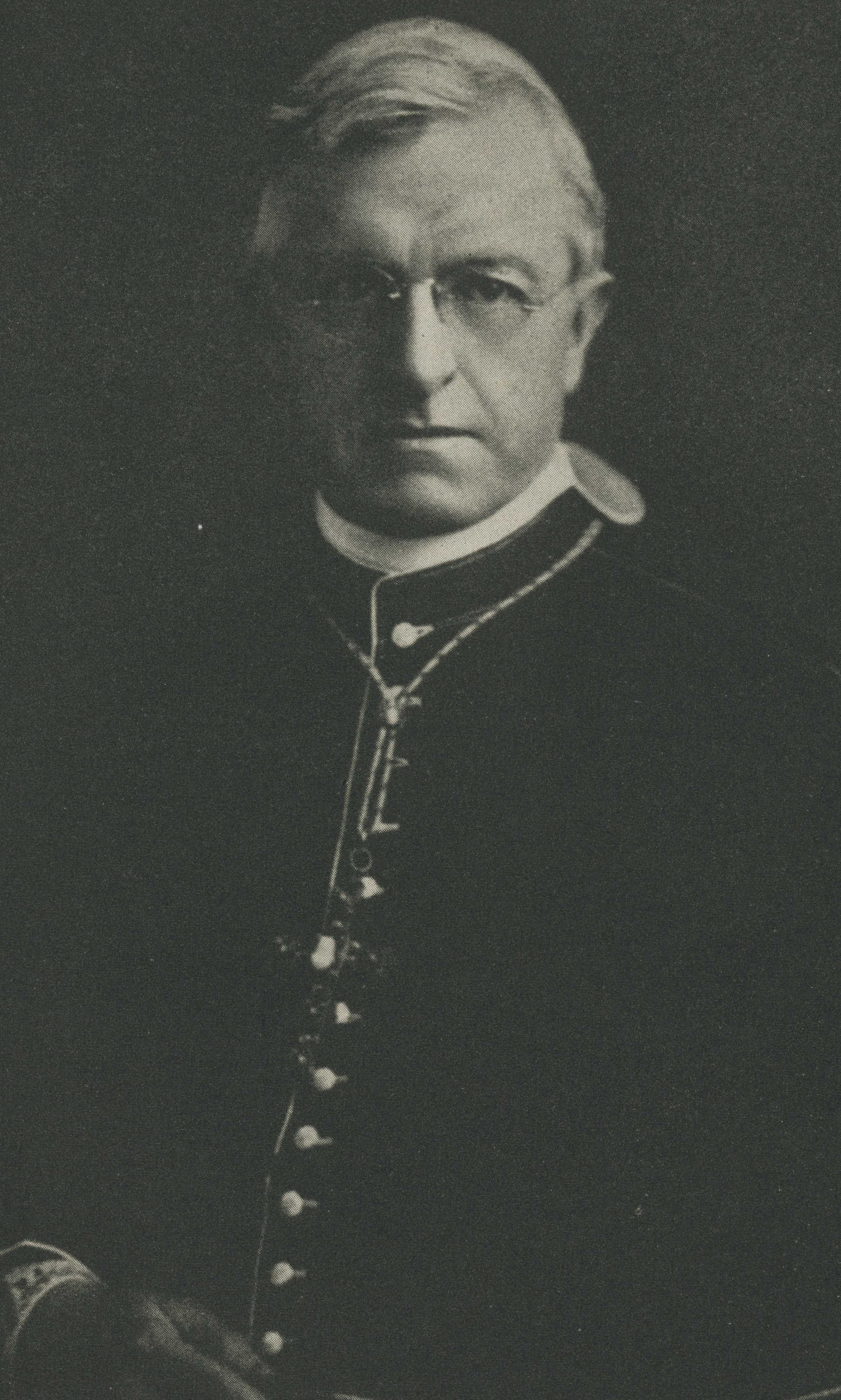
Erzbischof John Timothy McNicolas OP (1935)

John Timothy McNicholas OP (* 15. Dezember 1877 in Kilmaugh; † 22. April 1950) war ein irischer Ordensgeistlicher und römisch-katholischer Erzbischof von Cincinnati.

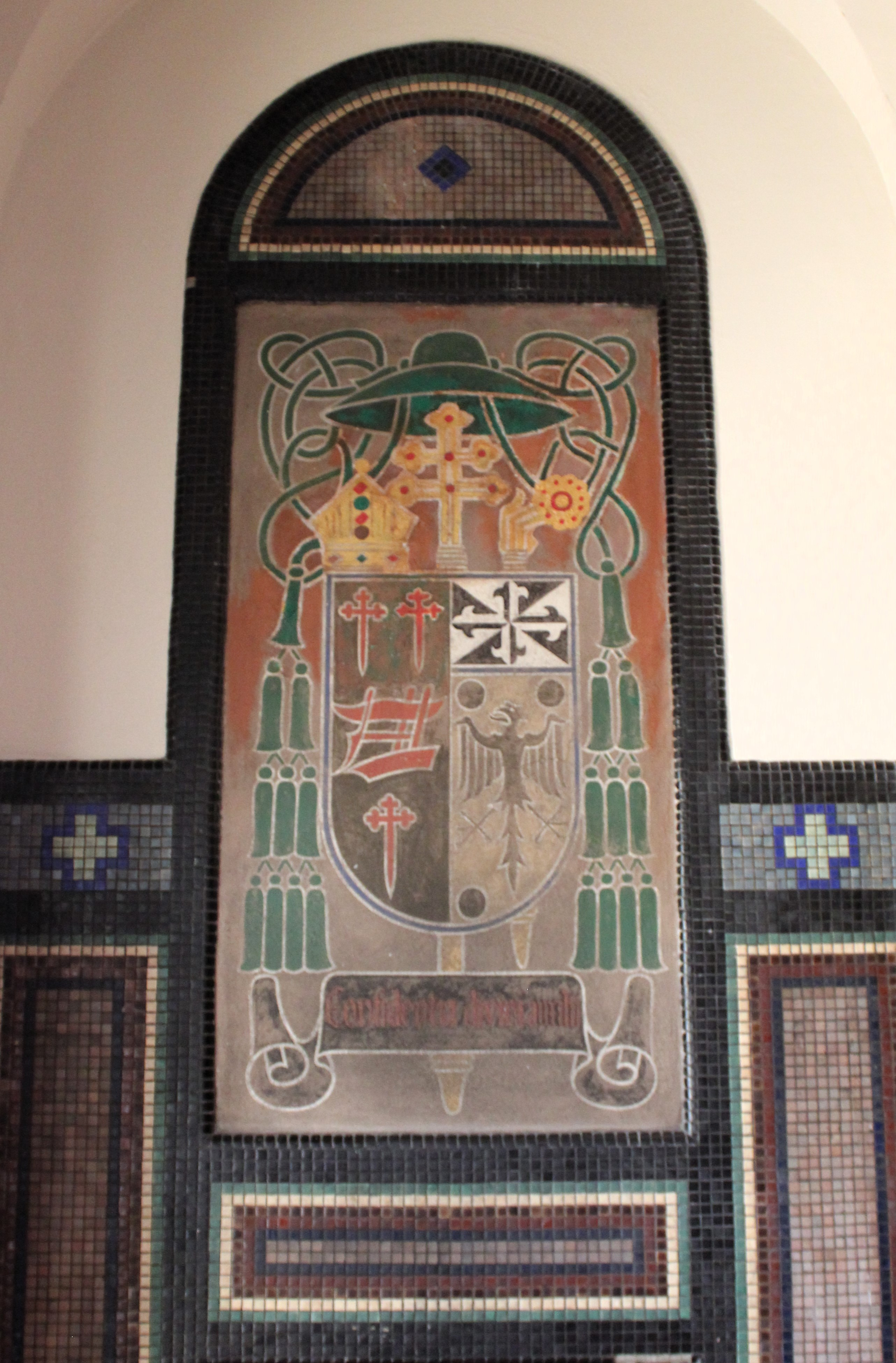
Erzbischofswappen (Narthex der St. Monica Catholic Church in Cincinnati, Ohio)

## Leben
John Timothy McNicholas trat der Ordensgemeinschaft der Dominikaner bei und empfing am 10. Oktober 1901 das Sakrament der Priesterweihe.
Am 18. Juli 1918 ernannte ihn Papst Benedikt XV. zum Bischof von Duluth. Der Apostolische Administrator von Genua, Tommaso Pio Kardinal Boggiani OP, spendete ihm am 8. September desselben Jahres die Bischofsweihe; Mitkonsekratoren waren der Sekretär der Kongregation für außerordentliche kirchliche Angelegenheiten, Kurienerzbischof Bonaventura Cerretti, und der emeritierte Sekretär der Indexkongregation, Kurienbischof Hermann Joseph Thomas Esser OP. Die Amtseinführung erfolgte am 15. November 1918.
Am 8. Juli 1925 ernannte ihn Papst Pius XI. zum Erzbischof von Cincinnati.